# Crinum moorei
Crinum moorei es una planta herbácea perteneciente a la familia de las amarilidáceas. Es originaria de Sudáfrica.

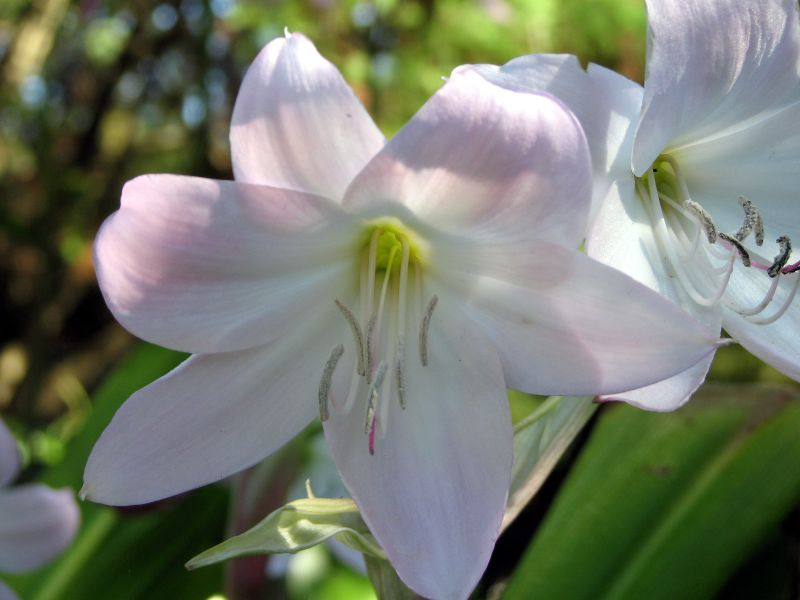
Vista de la flor

## Descripción
Es una planta herbácea con un bulbo ovoide de 7 a 10 cm diámetro, con un cuello corto;. Produce una docena de hojas que disminuyen gradualmente hasta el ápice, son glaucas, más firme en la textura que en Crinum zeylanicum, suberectas en la parte inferior medio, el exterior alcanza una longitud de 90 cm y una anchura de 7 cm; claramente escabrosas en los márgenes; la inflorescencia con pedúnculo con 6- 12 flores o más formando una umbela

## Taxonomía
Crinum moorei fue descrita por el botánico y explorador inglés, Joseph Dalton Hooker y publicado en Botanical Magazine t. 6113, en el año 1874.
Etimología
Crinum: nombre genérico que deriva del griego: krinon = "un lirio".
moorei: epíteto
Sinonimia
- Amaryllis moorei (Hook.f.) Stapf
- Crinum colensoi Baker
- Crinum imbricatum Baker
- Crinum mackenii Baker
- Crinum makoyanum Carrière
- Crinum natalense Baker
- Crinum schmidtii Regel[5][6]

## Híbridos
- Crinum × powellii Baker
- Crinum × worsleyi W.Watson, nom. inval.